# Sterrhoptilus
Sterrhoptilus és un gènere d'ocells de la família dels zosteròpids (Zosteropidae) i l'ordre dels passeriformes. Habiten les illes Filipines.

## Taxonomia
Segons la classificació del Congrés Ornitològic Internacional (versió 11.2, 2021) aquest gènere està format per quatre espècies:
- Sterrhoptilus capitalis - zosterop de coroneta rogenca.
- Sterrhoptilus dennistouni - zosterop de coroneta daurada.
- Sterrhoptilus nigrocapitatus - zosterop de coroneta negra.
- Sterrhoptilus affinis - zosterop de Calabarzon.